# Jefferson Davis
Jefferson Finis Davis (Fairview, 3 de junho de 1808 – Nova Orleans, 6 de dezembro de 1889) foi um estadista norte-americano e Presidente dos Estados Confederados da América durante a Guerra Civil Americana.
Davis nasceu no Kentucky e cresceu nas plantações do Mississippi e da Luisiana. Formou-se na Academia Militar de West Point e combateu na Guerra Mexicano-Americana como coronel de um regimento de voluntários. Prestou serviço como Secretário de Guerra dos Estados Unidos sob a liderança do Presidente democrata Franklin Pierce, e serviu como senador pelo estado do Mississipi. A sua plantação no Mississipi dependia do trabalho escravo, como a maioria das plantações do Sul. Como senador, era contra a secessão inicialmente, mas concordava em que cada estado era soberano e tinha o direito indiscutível de se separar da União. Davis perdeu a sua primeira esposa, que morreu vitima de malária, três meses depois de se casar, e por pouco também não morreu. Com a segunda mulher, teve seis filhos, mas apenas dois morreram depois dele. Durante toda a sua vida sofreu com uma saúde fraca.
Como Presidente dos Estados Confederados da América, desde o seu início em 1861, até ao seu final em 1865, Davis foi responsável pelos planos de guerra dos confederados, mas foi incapaz de elaborar uma estratégia que parasse o avanço, mais forte e organizado, da União. Os seus esforços diplomáticos fracassaram, com seu governo não sendo reconhecido por qualquer país estrangeiro. Em termos domésticos, não prestou muita atenção ao colapso da economia confederada; sua administração cada vez mais emitia dinheiro para fazer face às despesas de guerra, originando uma inflação crescente.
Os historiadores tendem a justificar as fraquezas e deficiências da Confederação no Presidente Davis. A sua preocupação com detalhes, relutância em delegar responsabilidades, imagem fraca junto do público, relacionamento ruim com políticos e generais, favoritismo em relação a antigos amigos, incapacidade para se relacionar com quem discordasse dele, negligência de assuntos de natureza civil favorecendo os militares, e uma tendência para não saber lidar com a opinião pública, foram fatos que não o ajudaram na sua gestão. Davis é descrito como um líder militar muito menos eficiente que o seu homólogo da União, Abraham Lincoln.
Depois de Davis ter sido capturado em 1865, foi acusado de traição, mas não foi julgado, e acabou libertado dois anos depois; Embora não tenha ficado totalmente mal-visto, Davis deixou de fazer parte das amizades do líder sulista, general Robert E. Lee. Mesmo assim, muitos sulistas simpatizavam com o seu espírito desafiador, recusa em aceitar uma derrota e resistência à Reconstrução. Com o passar do tempo, a admiração pelo seu orgulho e pelos seus ideais, fizeram dele um herói da Guerra Civil para muitos sulistas, e o seu legado tornou-se parte da fundação do pós-guerra do "Novo Sul". Davis escreveu um memorial intitulado The Rise and Fall of the Confederate Government, o qual terminou em 1881, e que também ajudou a restaurar a sua reputação. No final da década de 1880, deu início a uma ação de reconciliação dizendo aos sulistas para serem leais à União. Em meados de novembro de 1889, seu estado de saúde teve uma piora, e culminou na sua morte em 6 de dezembro, em Nova Orleães, aos 81 anos de idade.

## Começo da vida
Jefferson Davis descendia de uma família aristocrática sulista de origem galesa e inglesa. Seu avô paterno emigrou para a colônia de Geórgia e seu pai, Samuel Emory Davis, por sua vez, lutou pelo exército continental durante a Guerra de independência dos Estados Unidos. Jefferson nasceu em 3 de junho de 1808, o mais novo de dez filhos, em Fairview, Kentucky. Após várias mudanças, sua família se estabeleceu em Wilkinson, no Mississippi, onde Davis começaria seus estudos. Dois dos seus irmãos serviram na Guerra de 1812. Em 1821, ele retornou para Kentucky. Três anos depois ele ingressou na Academia Militar de West Point. Em 1828, lutou contra os índios americanos em diversas campanhas (como na Guerra de Black Hawk). Entre 1835 a 1843 dedicou-se a produção algodoeira baseada na mão de obra escrava. Seu irmão mais velho tinha uma enorme plantação de 1 800 acres que seguia perto do rio Mississippi. Em 1847, Jefferson detinha pessoalmente uma grande plantação de algodão de 1 000 acres em Davis Bend, Mississippi.

## Carreira política inicial

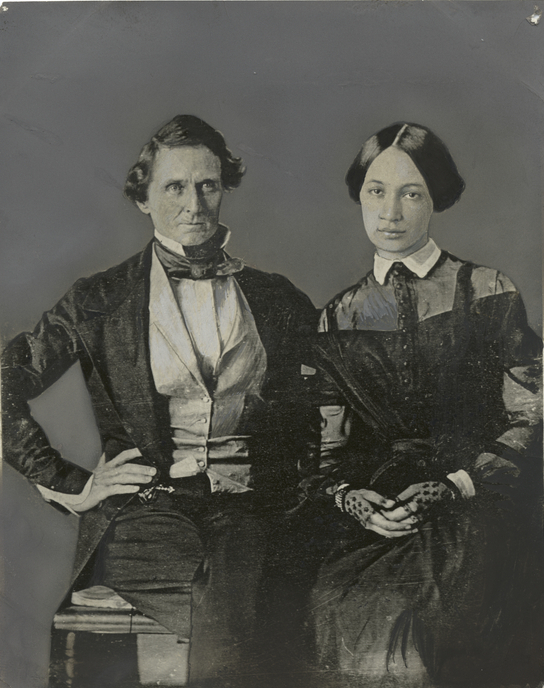
Jefferson e sua segunda e última esposa, Varina Howell, em 1845.

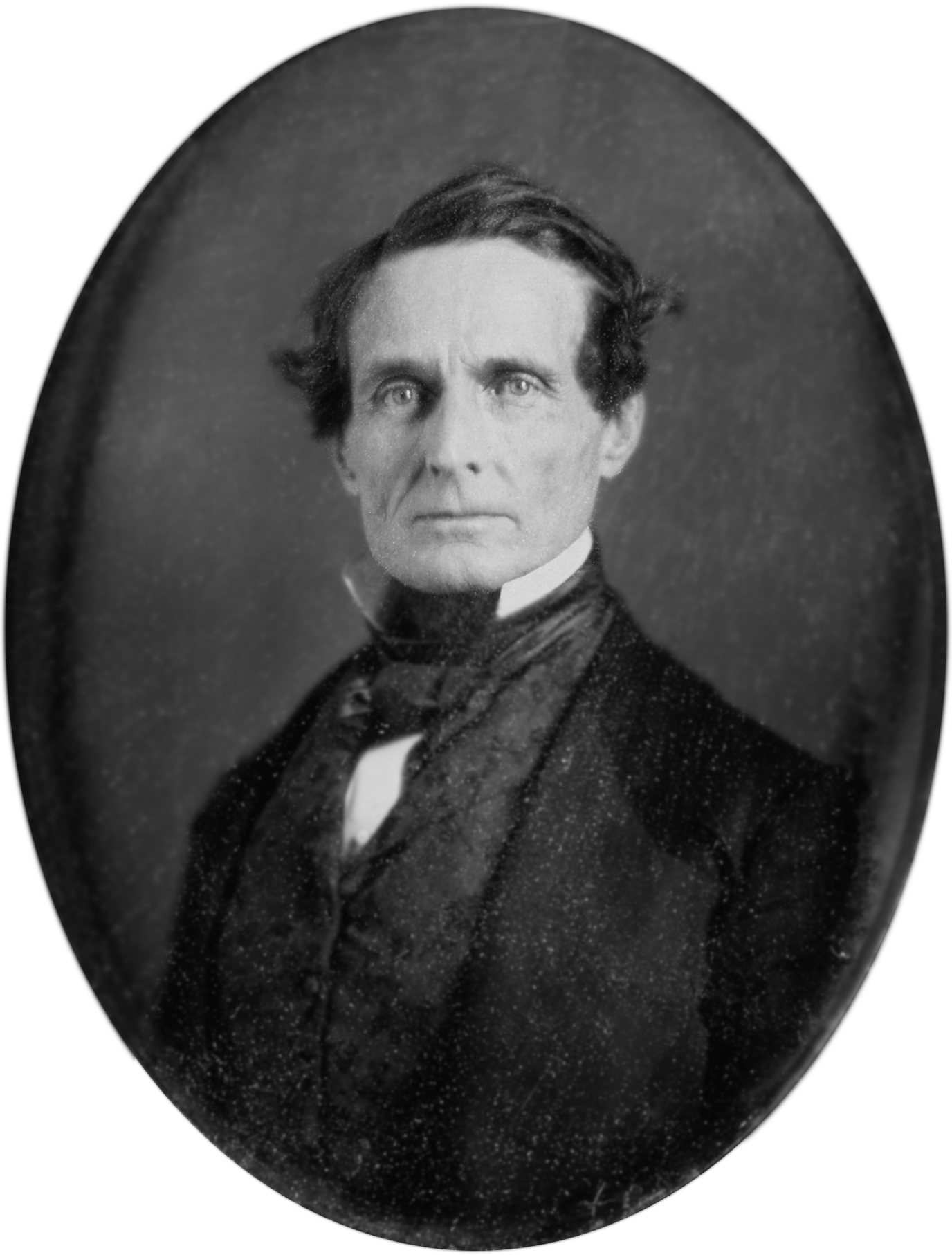
Jefferson Davis, aos 45 anos, em 1853.

Em 1840, ele começou a se interessar por política, atendendo a reuniões do Partido Democrata (na época, pró-escravagista). Em 1843 tentou se candidatar para a Assembleia do seu estado mas fracassou. Dois anos depois, contudo, ele se elegeu para o Congresso dos Estados Unidos.
Em 1846, foi combater na Guerra Mexicano-Americana e serviu com distinção, ascendendo a patente de coronel. Quando o conflito acabou, retornou para o Mississippi.
Em 1847 chegou a servir como suplente no Senado mas preferiu se candidatar novamente para a legislatura estadual. Foi depois apontado como regente do Instituto Smithsoniano, demonstrando grande interesse por história militar. Em 1847, foi finalmente servir no Senado dos Estados Unidos. No ano seguinte, propôs uma emenda no Tratado de Guadalupe Hidalgo para dar mais territórios aos estados sulistas, que queriam mais terras para expandir seus negócios. A proposta falhou. Mas ao fim de 1849, ele foi apontado para o Comitê das Forças Armadas, uma posição de grande prestígio. Em 1851, renunciou a seu posto no senado e foi concorrer ao posto de governador do Mississippi, baseando sua campanha em oposição ao Compromisso de 1850. Por 999 votos, ele perdeu a eleição para Henry S. Foote. Mesmo sem um cargo público, continuou ativo politicamente nos próximos anos. Fez discursos, promoveu reuniões e argumentou fervorosamente em defesa dos direitos dos estados e dos interesses sulistas. Era também defensor, como muitos em seu tempo, da teoria de superioridade racial dos brancos sobre negros, índios e latinos.
Nas eleições presidenciais de 1852, fez campanha para o democrata Franklin Pierce. Quando este foi eleito, decidiu apontar Jefferson para o cargo de Secretário de Guerra. Ele começou então a realizar pesquisas para descobrir as melhores rotas para a Ferrovia Transcontinental. Ele promoveu a Compra Gadsden, anexando uma região do México ao sul do Arizona. Trabalhou também para melhorar as forças armadas e aumentar o salário dos soldados. Quando James Buchanan se tornou presidente em 1857, Jefferson Davis retornou para o Senado.
Desde a década de 1840, as tensões entre os estados do sul e do norte cresciam vertiginosamente, puxadas principalmente pela questão da escravidão. Debates começaram a respeito dos novos territórios anexados no oeste, sobre se deveriam ser escravagistas também ou não. Políticos nortistas queriam limitar o poder dos estados escravagistas do sul, enquanto estes queriam aumentar sua influência e conservar seu poder e tradições.
Davis acreditava piamente no direito dos estados de legislarem sobre si mesmos e que sua soberania deveria ser respeitada pelas autoridades federais. Entre um desses direitos, estava o de se separar da União se assim quisessem. Ao mesmo tempo, ele pregava cautela aos colegas sulistas dizendo que o norte não aceitaria a secessão pacificamente. Tendo servido como secretário de guerra do Presidente Pierce, ele sabia da inferioridade bélica do sul em caso de guerra. Em 1860, Abraham Lincoln, um abolicionista convicto, foi eleito presidente. Naquela altura, a crise política no país havia chegado a um ponto de ruptura, com vários estados sulistas ameaçando secessão caso Lincoln fosse eleito, temendo que ele tentaria impor o fim da escravidão pela força.
Em 20 de dezembro de 1860, o estado da Carolina do Sul declarou sua secessão da União. Mississippi fez o mesmo em 9 de janeiro de 1861. Duas semanas depois, Jefferson Davis renunciou sua posição no senado federal e retornou para seu estado.

## Presidente da Confederação e guerra civil

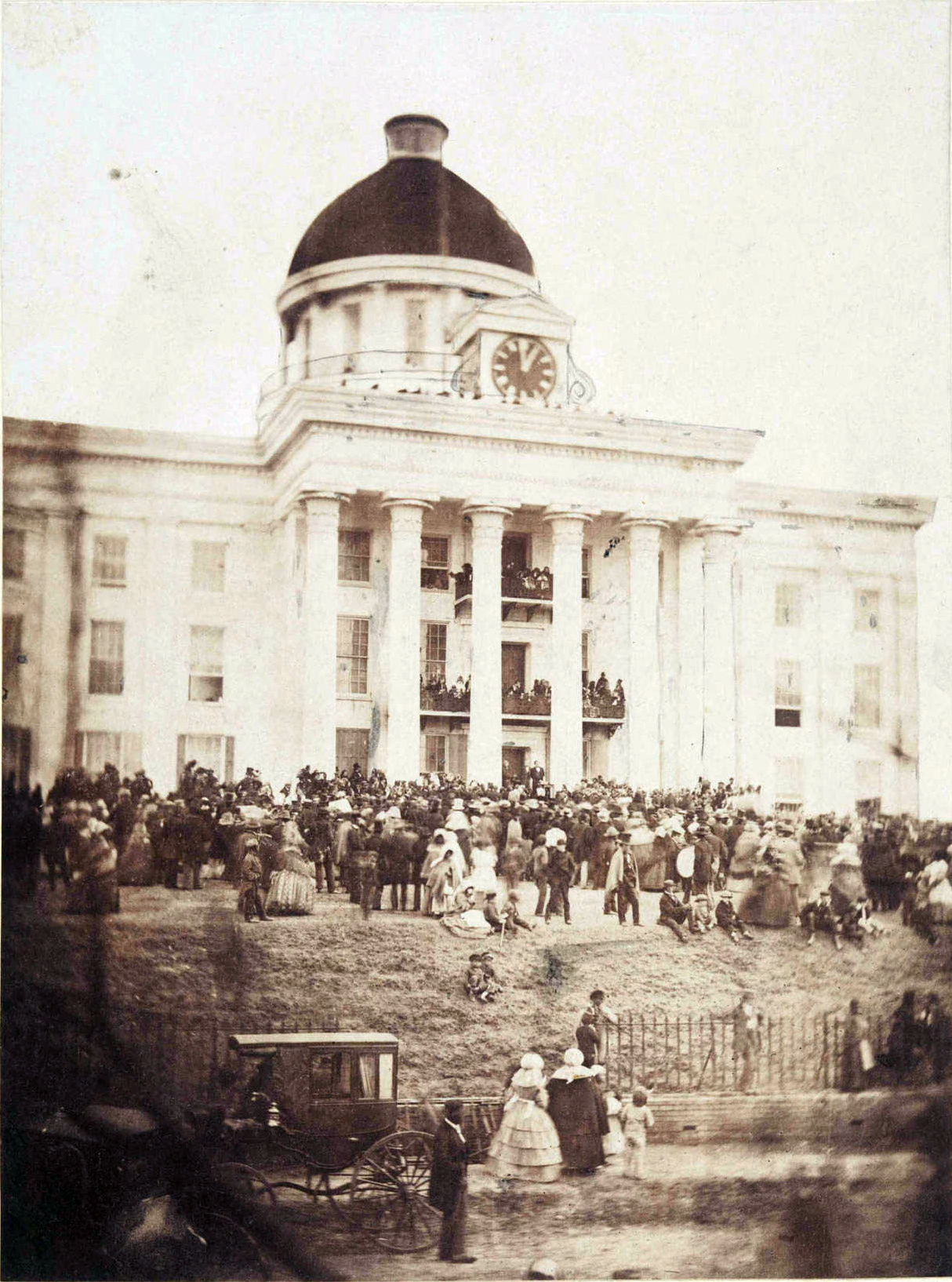
O lado de fora do Capitólio do estado do Alabama, em 18 de fevereiro de 1861, onde Jefferson Davis estava sendo empossado Presidente da Confederação.

Ao fim de janeiro de 1861, após cinco estados sulistas já terem declarado sua secessão da União, outros seis estados começaram a mostrar interesse em formar uma Confederação para resistir ao governo federal. Após um congresso realizado em Montgomery, Alabama, Jefferson Davis foi convocado para liderar a nova nação. Ele era visto como "o defensor da sociedade escravagista e incorporava os valores da classe plantadora". Ele foi, por aclamação, escolhido como o presidente dos Estados Confederados da América. Davis foi empossado em 18 de fevereiro de 1861. Alexander Stephens foi indicado para ser seu vice. Durante o mandato, ambos não se deram muito bem.
Davis foi escolhido por causa da sua experiência política e militar. Uma das suas primeiras ações como presidente foi enviar uma equipe para Washington, D.C. com o propósito de oferecer pagamento por toda a propriedade federal em solo sulista. A União ainda controlava vários fortes dentro do território da Confederação. Mas o presidente Abraham Lincoln se recusou a receber seus enviados, não reconhecendo a legitimidade do governo de Jefferson Davis. Em março de 1861, o presidente sulista apontou o general P.G.T. Beauregard como comandante do exército confederado na importante região de Charleston, Carolina do Sul, onde as autoridades militares já planejavam tomar o Forte Sumter.
A crise, naquele momento, já estava chegando em ponto a um ponto sem retorno, com o Norte mobilizando suas tropas. O presidente Lincoln ordenou que uma pequena frota fosse enviada para apoiar o exército dos Estados Unidos no Forte Sumter. Davis e seu gabinete estavam diante de uma decisão incrivelmente complicada. Ou eles permitiriam que a guarnição no forte fosse reabastecida por aqueles navios ou deveriam tomar o local e precipitar um conflito em larga escala. Foi decidido exigir ao comandante americano no forte, o major Robert Anderson, que ele rendesse seus homens. Quando este se recusou, as tropas confederadas foram autorizadas a usar força para tomar o forte. Em 12 de abril de 1861, o general Beauregard ordenou que o Sumter fosse bombardeado até a submissão. No dia seguinte, o forte foi rendido. Em resposta, o presidente Abraham Lincoln ordenou a mobilização das tropas e milícias dos estados ainda leais a União e ordenou que elas marchassem para o sul e retomassem toda a propriedade federal nas mãos dos rebeldes. Os sulistas, por sua vez, também começaram a se mobilizar para defender suas terras. Estava iniciada a Guerra Civil Americana.
No começo da guerra civil, havia 21 milhões de pessoas vivendo no norte, enquanto no sul havia 9 milhões de pessoas (3,5 milhões eram escravos). A União tinha uma enorme vantagem em termos econômicos, com uma indústria e uma infraestrutura muito superior à dos rebeldes sulistas, além de ter melhor acesso a suprimentos, como a pólvora. Para piorar, o norte, contando com uma marinha muito maior e mais poderosa, iniciou um extenso bloqueio naval contra o sul e seus portos.

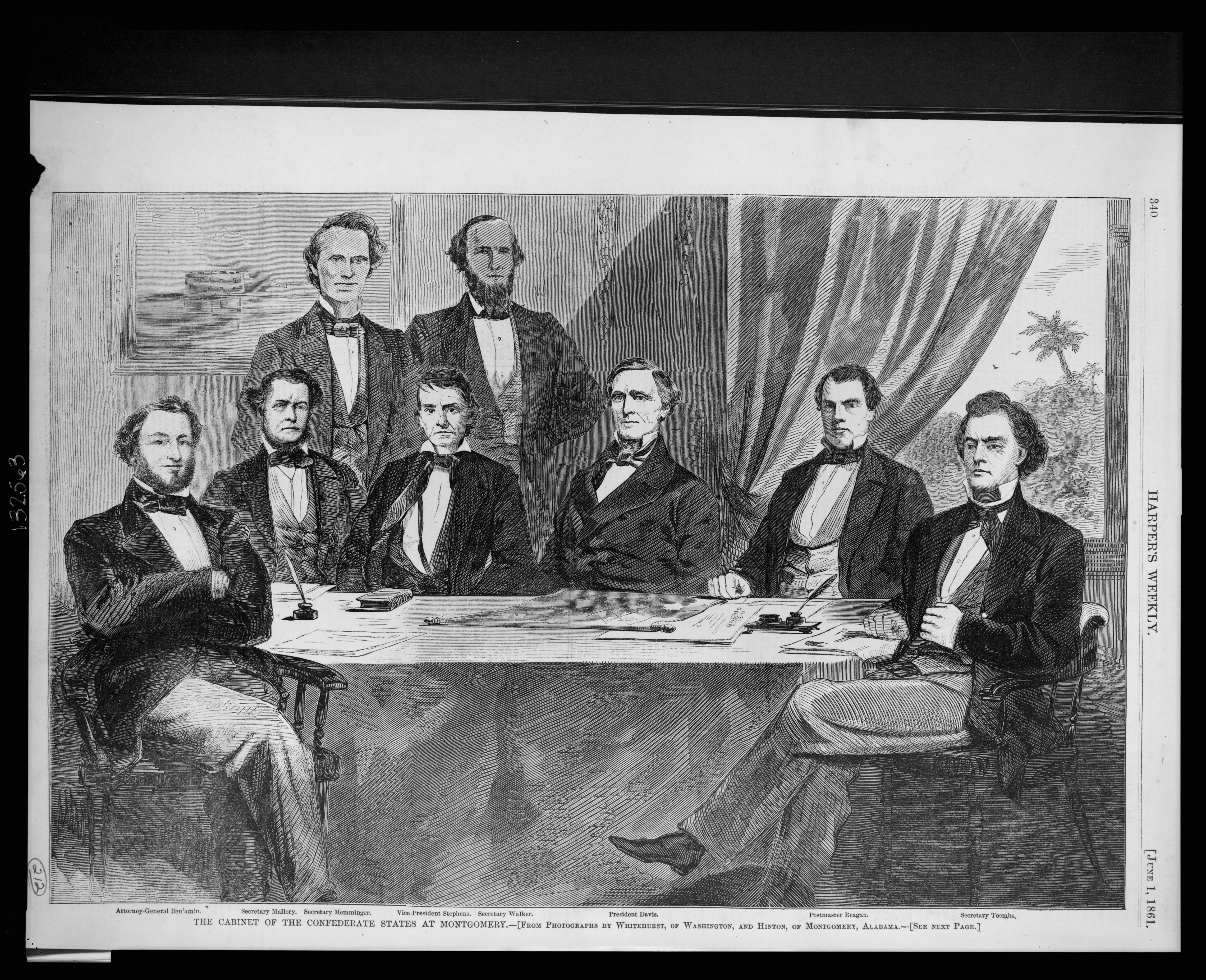
O gabinete do Executivo confederado, da esquerda para direita: Judah P. Benjamin, Stephen Mallory, Christopher Memminger, Alexander Stephens, LeRoy Pope Walker, Jefferson Davis, John H. Reagan e Robert Toombs.

Quando a Virgínia se uniu a Confederação, Davis moveu a capital da Confederação de Montgomery para a cidade de Richmond em maio de 1861. Ele e sua família passaram a viver na chamada Casa Branca da Confederação. Tendo servido desde fevereiro como presidente provisório, Davis foi formalmente eleito presidente da Confederação em 6 de novembro de 1861 para um mandato de seis anos. Ele foi empossado uma segunda vez em 22 de fevereiro de 1862. Segundo sua esposa na época, Varina Howell, Jefferson assumiu sua posição com relutância, mas determinação.
Ainda em 1861, Davis formou seu primeiro gabinete de governo. Robert Toombs, da Geórgia, foi seu primeiro Secretário de Estado e Christopher Memminger, da Carolina do Sul, se tornou Secretário do Tesouro. LeRoy Pope Walker, do Alabama, foi feito Secretário de Guerra. John Reagan, do Texas, foi apontado como Chefe dos Correios. Judah P. Benjamin, da Luisiana, seria o Advogado-Geral. Stephen Mallory, da Flórida, foi indicado por Davis para a Secretaria da Marinha.
Já que um dos pilares da Confederação era a autonomia dos estados, Jefferson Davis queria que seu gabinete tivesse representantes de todos os membros da Confederação. Ele dependia dos conselhos de congressistas e autoridades sulistas, mantendo boas relações com todos os braços do governo. Conforme mais estados se uniam a Confederação, começava a faltar espaço para posições no gabinete para manter a diversidade. Conforme a guerra se seguia, maior descontentamento dentro do governo se tornou evidente. Toombs, seu Secretário de Estado, tinha a pretensão dele mesmo ser presidente e estava frustrado com sua condição de mero "conselheiro" e decidiu se demitir pouco tempo depois. Em 25 de julho de 1861, Robert M. T. Hunter assumiu a Secretaria de Estado. Em setembro, foi a vez de Walker renunciar sua posição no governo, deixando a Secretaria de Guerra. Outras posições também foram mudando e o motivo da maioria delas foi conflitos com Jefferson Davis.
Davis anunciou um gabinete permanente em março de 1862, com novas mudanças nas posições. Benjamin foi para a Secretaria de Estado e George W. Randolph, da Virgínia, foi feito o novo Secretário de Guerra. Mallory continuou na Marinha e Reagan como chefe dos Correios. Memminger também permaneceu como Secretário de Tesouro, enquanto Thomas Hill Watts, de Alabama, foi feito Advogado-Geral. Novos conflitos com o presidente e indisposições afastaram outros membros do gabinete, como Randolph saindo do Departamento de Guerra e Watts saindo da Advocacia-Geral para ir assumir o governo do Alabama. Conforme os anos iam passando, o Congresso Confederado começou a conflitar com as indicações de Davis.

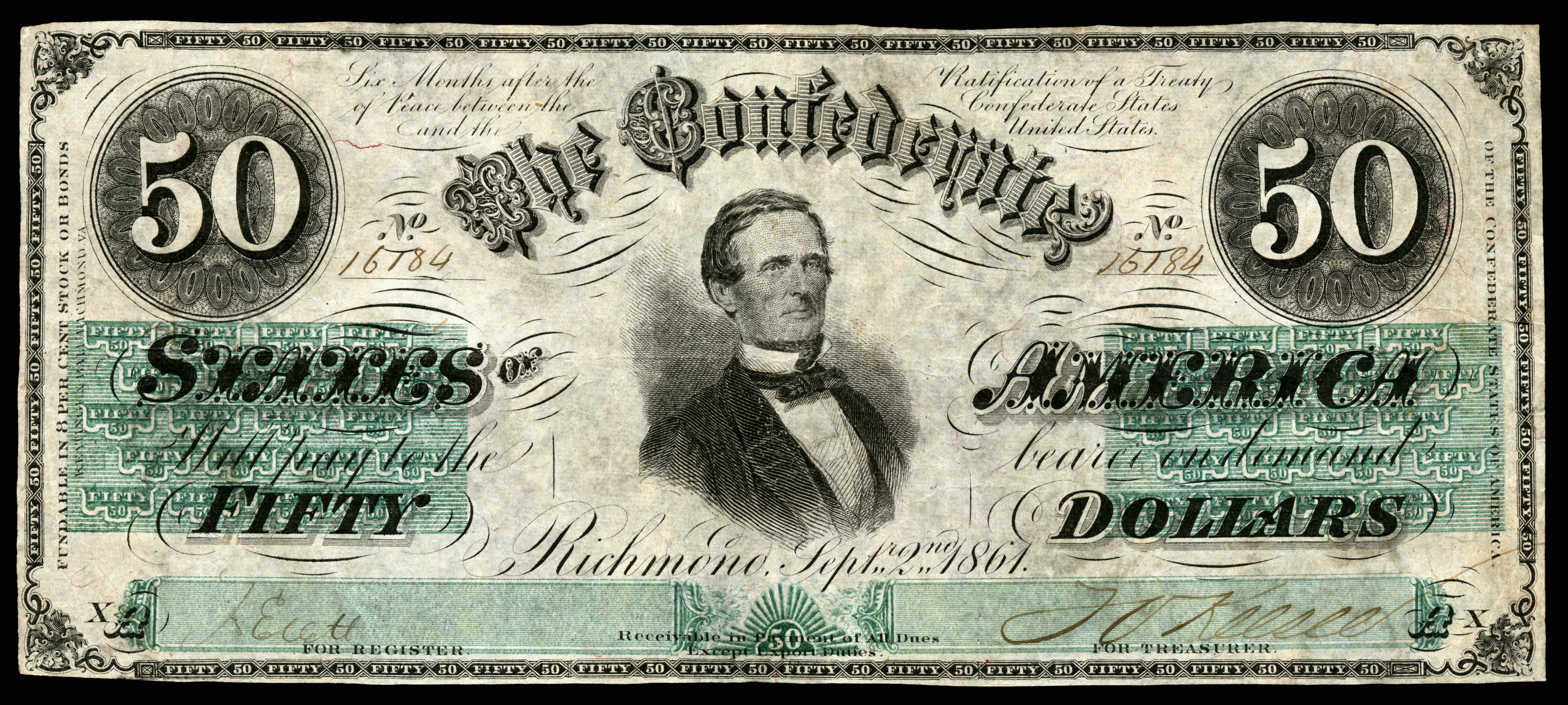
Davis na nota de $50 dólares confederados, emitida entre abril e dezembro de 1862.

O algodão era o principal produto de exportação do sul e a base da sua economia, e o sistema de produção agrícola era dependente de trabalho escravo. Desde o começo da guerra, Jefferson Davis buscou reconhecimento internacional para a Confederação. Ele acreditava que uma intervenção Europeia era vital para a sobrevivência do país. O governo confederado enviou várias delegações para a Europa para conseguir apoio mas não foram bem-sucedidos. Em parte, devido ao bloqueio naval da União, poucas nações mostraram qualquer simpatia a Confederação, optando por neutralidade. Davis achava que o bloqueio iria prejudicar os envios de algodão que a Europa consumia e isso poderia forçar uma intervenção europeia mas nada aconteceu. Nenhum reconhecimento diplomático foi feito. Havia também o desdém da Europa com a instituição da escravidão. Os britânicos haviam abolido o tráfego negreiro marítimo na década de 1830 e, em 1863, o presidente Abraham Lincoln assinou a Proclamação de Emancipação, libertando os escravos em território rebelde. Conforme a guerra chegava a sua conclusão, a possibilidade de vitória da Confederação minguava e assim nenhum apoio veio mesmo do exterior.
Muitos historiadores criticam Jefferson Davis por sua fraca liderança em tempos de guerra, selecionando amigos pouco capazes para posições de liderança e sua negligência em questões internas. Até perto do fim do conflito, se recusava a apontar um comandante geral para o exército, preferindo ele mesmo ter este título. Ao fim de janeiro de 1865, finalmente o general Robert E. Lee foi apontado para esta posição mas já era tarde demais. Davis acreditava que era necessário defender cada região do território da Confederação com a mesma obstinação. Isso diluiu e drenou os recursos do Sul e deixou vulnerável a coordenação de esforços para fazer avanços contra a União no Teatro de Operações Ocidental. Há controvérsias a respeito de outras decisões estratégicas, como a autorização dada ao general Lee para invadir o norte em 1862 e em 1863. Quando os Confederados foram derrotados praticamente simultaneamente em Vicksburg e em Gettysburg, as tropas da União assumiram o controle do rio Mississippi, dividindo o sul em dois. A culpa de tais derrotas podem ser colocadas nos ombros de Davis e sua recusa de coordenar os esforços militares e criar um departamento de guerra unificado. Havia falhas na coordenação e harmonização dos esforços dos generais e Davis parecia não se importar com isso.

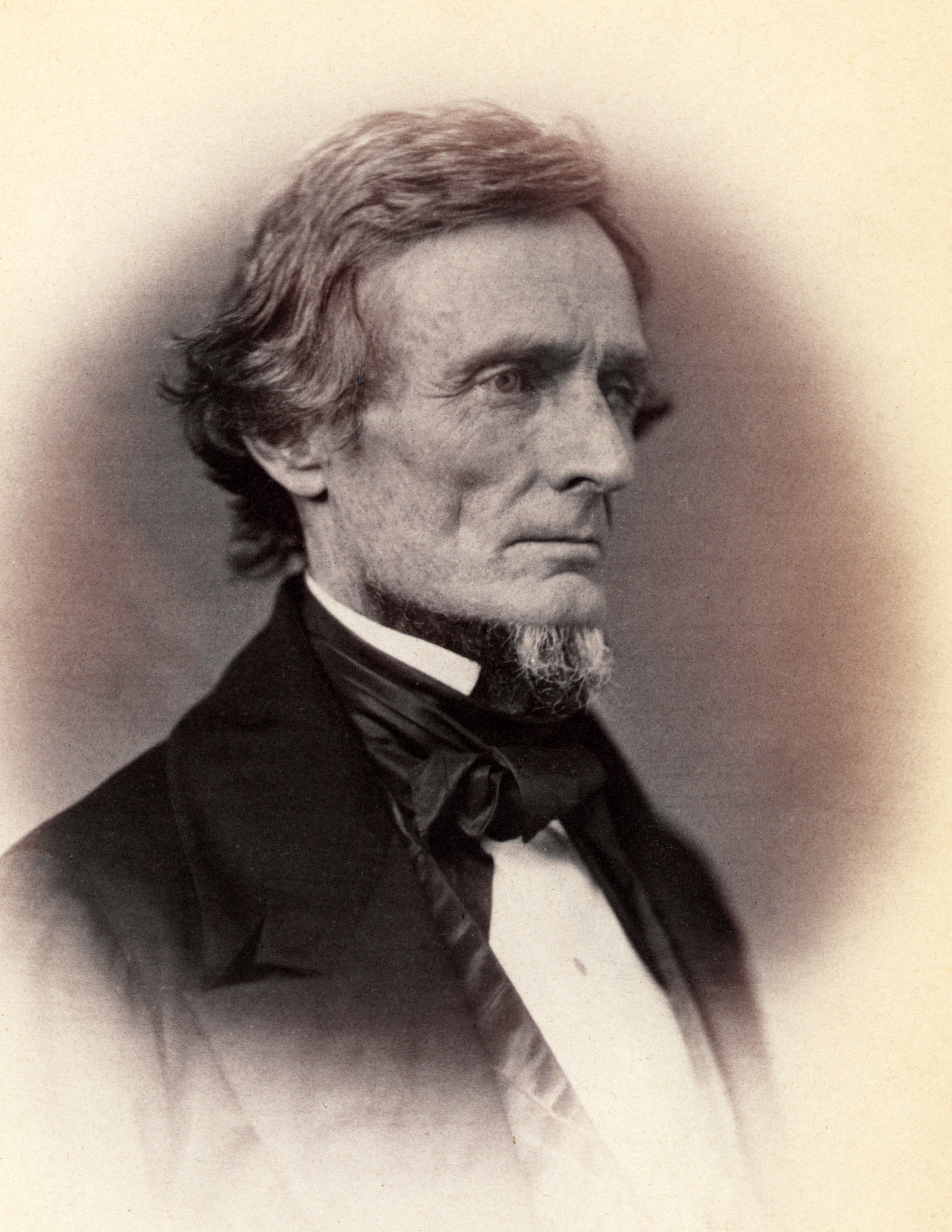
Davis em 1859.

Davis focava em incentivar e fazer discursos para os soldados e para a classe política, mas ignorava o povo comum que passou a nutrir ressentimento contra ele, acusando-o de favorecer seus amigos ricos e bem-posicionados. Assim, Jefferson falhou em enaltecer o nacionalismo confederado sulista. No final, os ideais sob o qual a Confederação foi concebida, Estado mínimo, direitos e autonomia das entidades federativas, foram ignoradas por Davis e seu governo. Davis intervinha frequentemente em decisões que caberiam aos estados; enorme quantidade de regulamentações e uma máquina pública inchada fez com que a burocracia governamental ser muito maior na Confederação do que na União. Apesar de ser contra uma solução negociada do conflito, ele não exortava o povo ou os militares a lutarem até morte por seu novo país. Ele raramente viajava e não se encontrava com muitas pessoas, preferindo ficar em Richmond. Havia poucos jornais a nível nacional e a popularidade de Davis dentre os confederados era baixíssima.
Financiar a guerra também era problemático, com constante falta de recursos. Impostos eram muito baixos e a sua coleta era menos eficiente. Também quase não havia dinheiro vindo do exterior. Para tentar sanar a situação, o governo começou a emitir papel moeda de forma descontrolada. Isso puxou a inflação que subiu de 60% em 1861 para 300% em 1863 e 600% em 1864. Davis, como de costume, parecia não se importar com os problemas que afligiam o povo comum. Havia falta de comida e isso levou até a algumas revoltas. Davis brigava constantemente com seu vice-presidente, Alexander H. Stephens. Seu vice acreditava que os estados deveriam ter mais autonomia, enquanto Jefferson achava que maior controle era necessário em tempos de guerra. Stephens defendia as milícias estaduais e era contra as mobilizações nacionais. Davis também era um líder militar menos eficiente que Lincoln, apesar de que na prática ter mais experiência. Lincoln era flexível, Davis era rígido. Lincoln tinha uma visão ampla e uma determinação de vencer a guerra, com uma ideia concisa de como alcançar seus objetivos. Davis parecia não ter uma visão geral de como vencer a guerra.
Em março de 1865, a Ordem Geral 14 autorizou que escravos pudessem ser alistados no exército confederado. A ideia tinha sido proposta fazia muito tempo, mas como a guerra já estava no fim, tal medida foi ineficaz e poucos negros foram lutar pela Confederação. Em abril, Richmond foi conquistada pelo general da União Ulysses S. Grant. Davis fugiu para Danville, Virgínia, junto com seu gabinete. O general William T. Sutherlin cedeu sua casa para Jefferson por alguns dias para servir como nova sede.
Em 12 de abril de 1865, Davis recebeu notícias de que o general Lee havia se rendido em Appomattox. Neste mesmo dia ele emitiu sua proclamação final como presidente e depois partiu para Greensboro, na Carolina do Norte. A rendição de Lee marcou o início do colapso da Confederação, com o principal exército do Sul sendo posto fora de ação. Numa reunião, na cidade de Shreveport, Luisiana, com membros de gabinete e representantes dos estados, exortou para que a guerra continuasse apesar de tudo. Havia planos para que o governo de Davis fugisse para Havana, Cuba. Nenhum plano assim seguiu para frente.
Em 14 de abril, o presidente Lincoln foi baleado, vindo a morrer no dia seguinte. Davis expressou pesar pela morte dele. Ele mais tarde diria que Lincoln teria sido menos duro com o sul na Reconstrução do que seu sucessor, Andrew Johnson. Por sua vez, Johnson colocou uma recompensa de US$ 100 000 dólares na cabeça de Jefferson e o acusou de ter participado no planejamento da morte do presidente. Quando a estrutura militar da Confederação começou a ruir, Davis se pôs em fuga e foi perseguido de perto por tropas da União. A última vez que o gabinete presidencial confederado se reuniu foi em 5 de maio de 1865 em Washington, Geórgia. Lá foi decidido dissolver o governo da Confederação. Cinco dias depois, Jefferson Davis, sua esposa e membros do seu gabinete foram presos por soldados da União em Irwinville, no Condado de Irwin. Enquanto isso, suas bagagens estavam indo para Cedar Key, na Flórida. Em 15 de junho, seus pertences foram apropriados por forças federais, junto com papeladas do governo.

### Prisão

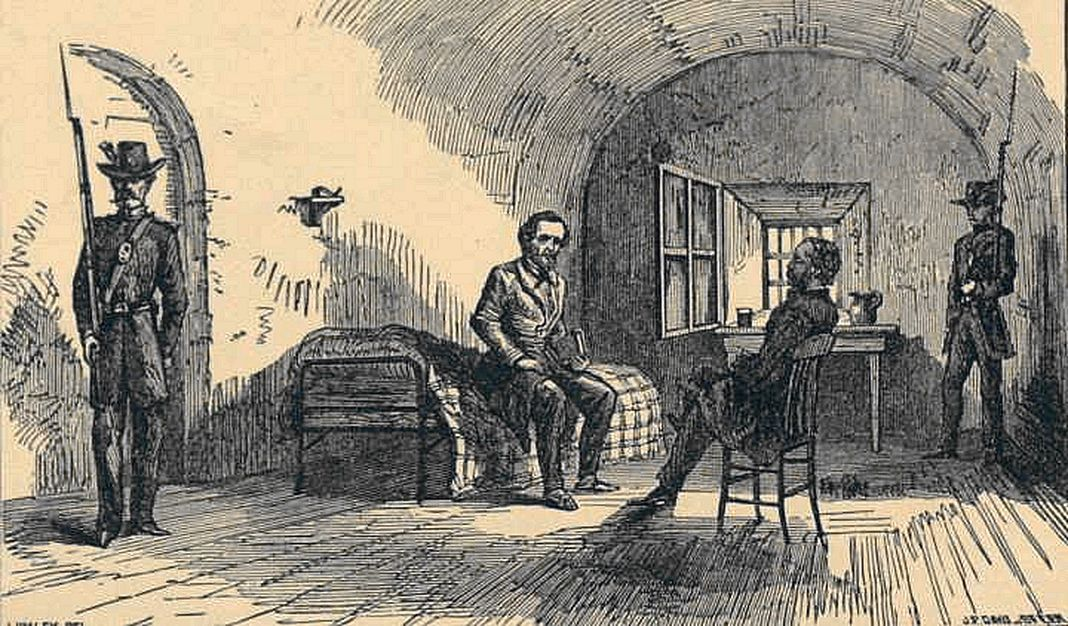
Ilustração de Jeff Davis, encarcerado, em 1866.

Em 19 de maio de 1865, Davis foi encarcerado no Fort Monroe, na Virgínia. O general Nelson A. Miles ordenou que grilhões de ferro fossem colocados nos tornozelos de Davis. Não foi permitido que ele recebesse visitas inicialmente, além de nenhum livro exceto a bíblia. Ele adoeceu e seu médico pessoal alertou sobre a deterioração do seu estado de saúde, mas foi só alguns meses depois que foi permitido que ele fosse para acomodações melhores. Quando o general Miles foi transferido, a situação de Davis melhorou ainda mais.
Sua esposa Varina e sua filha mais nova, Winnie, receberam autorização para se mudar com ele. Logo depois ele foi transferido para um apartamento de oficiais. Jefferson Davis foi eventualmente indiciado por traição. Um dos seus advogados era o ex-governador de Maryland, Thomas Pratt. Houve grande discussão a respeito de como fazer o julgamento por traição. Por fim, foi decidido não levá-lo para corte, para evitar problemas legais e também para fomentar o ambiente de reconciliação pós-guerra civil e não revanchismo. Em 1869, no caso Texas v. White, a Suprema Corte dos Estados Unidos jugou que a secessão de um estado era inconstitucional.
Após dois anos de cadeia, Davis foi solto após a fiança de US$ 100 000 dólares, paga por figuras proeminentes como Horace Greeley, Cornelius Vanderbilt e Gerrit Smith. Davis foi então para Montreal, no Canadá, onde sua família estava, mas depois partiu para Lennoxville, na província de Quebec, onde ficou até 1868. Neste mesmo ano, o presidente Johnson formalmente perdoou Jefferson Davis. Em 15 de fevereiro de 1869, uma corte formalmente extinguiu o processo contra Davis por traição após a promotoria afirmar que não pretendia mais indiciá-lo. Nos anos seguintes, ele viajou para Cuba e visitou a Europa.

## Final da vida

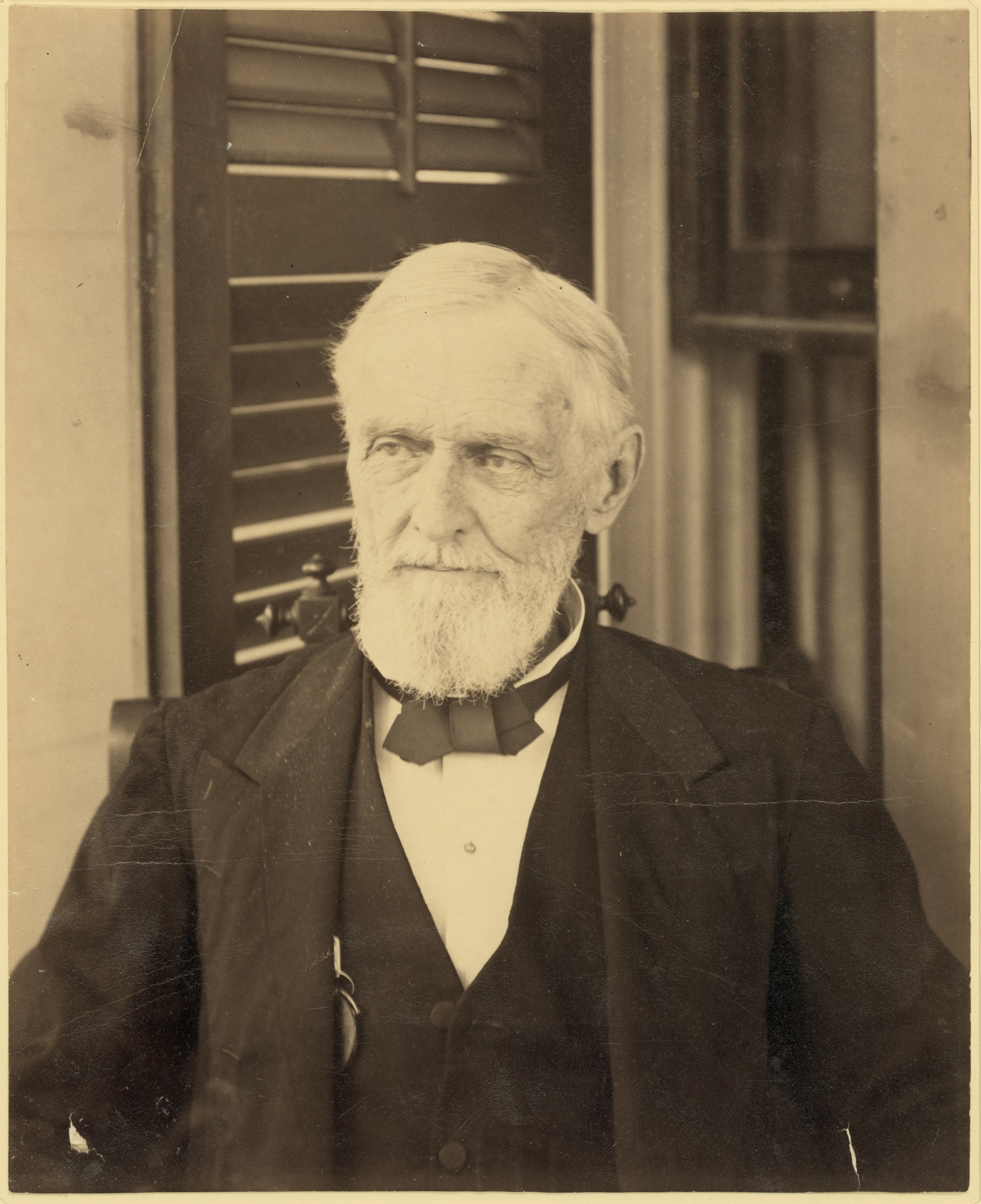
Fotografia de Jefferson Davis em sua casa em Beauvoir, perto de Biloxi, no Mississippi, por Edward Wilson (c. 1885).

Em meados de 1869, Davis se mudou para Memphis, Tennessee, residindo no hotel Peabody. Quando o general Lee faleceu em 1870, Davis presidiu sobre sua cerimônia funerária feita na cidade de Richmond, na Virgínia. Apesar de ter sido eleito para o Senado em 1875, ele se recusou a assumir o cargo (embora nem se quisesse poderia, pois uma lei federal o proibira). Ele também foi convidado para ser presidente da Texas A&M University mas recusou. Em 1876, ele se estanciou no Beauvoir em Biloxi, Mississippi.
Durante o começo da Era da Reconstrução, Davis permaneceu em silêncio. Mas de forma privada, para pessoas próximas, ele afirmava que o domínio do governo federal sobre o sul era injustificado. Ele dizia que o governo dos "yankees e negros" na sua terra era opressivo. Davis acreditava piamente que a raça branca era superior a negra e afirmava que a ordem social do sul deveria ser mantida com o homem branco dominando as "castas inferiores". Em 1881, ele reassumiu o controle da sua plantação de Brierfield, no Mississippi.
Em 1881 ele publicou seu livro The Rise and Fall of the Confederate Government ("A Ascensão e Queda do Governo Confederado"), onde narra sua versão dos fatos e justifica a guerra civil. Após este livro, a percepção da população do sul dos Estados Unidos a respeito de Jefferson Davis melhorou. Entre 1886 e 1887 ele viajou pela região e sempre foi bem recebido onde aparecia. Ele passou a participar de cerimônias dos simpatizantes da ideia da Causa Perdida e era saudado com discursos de líderes locais exortando seu patriotismo e papel na fundação do antigo Estado Confederado.
Em seus discursos, Davis defendia a reconciliação entre o sul e o norte. Durante uma recepção em Nova Orleães, em maio de 1887, ele falou para uma plateia de sulistas para que fossem leais ao governo federal. Ele afirmou: "Unidos vocês estão agora e se esta União for quebrada, deixe que seja pelo outro lado". Davis dizia que os homens da Confederação lutaram pelos seus direitos durante a guerra civil, mesmo em menor número, e que historiadores nortistas ignoravam este fato. Também afirmava que a secessão do Sul foi constitucional. O ex presidente confederado tinha fé no futuro dos Estados Unidos e na prosperidade da próxima geração.
Em 1889, Davis lançou outro livro, A Short History of the Confederate States of America ("Uma História Curta dos Estados Confederados da América"). Enquanto estava em Nova Orleães, ele acabou pegando muita chuva enquanto seu navio atravessava um rio. Davis acabou acometido por uma gripe. Em 13 de novembro, sua esposa Varina Davis foi encontrá-lo e ele recebeu tratamento médico decente. Dois dos médicos dele o diagnosticaram com bronquite, complicada por uma malária. Na casa de Charles Erasmus Fenner, um juiz associado de Nova Orleas, ele passou as próximas duas semanas na cama. Contudo, no começo de dezembro, sua situação se agravou. Ele perdeu a consciência em 5 de dezembro e no dia seguinte, numa sexta-feira, a 6 de dezembro de 1889, Jefferson Davis faleceu.

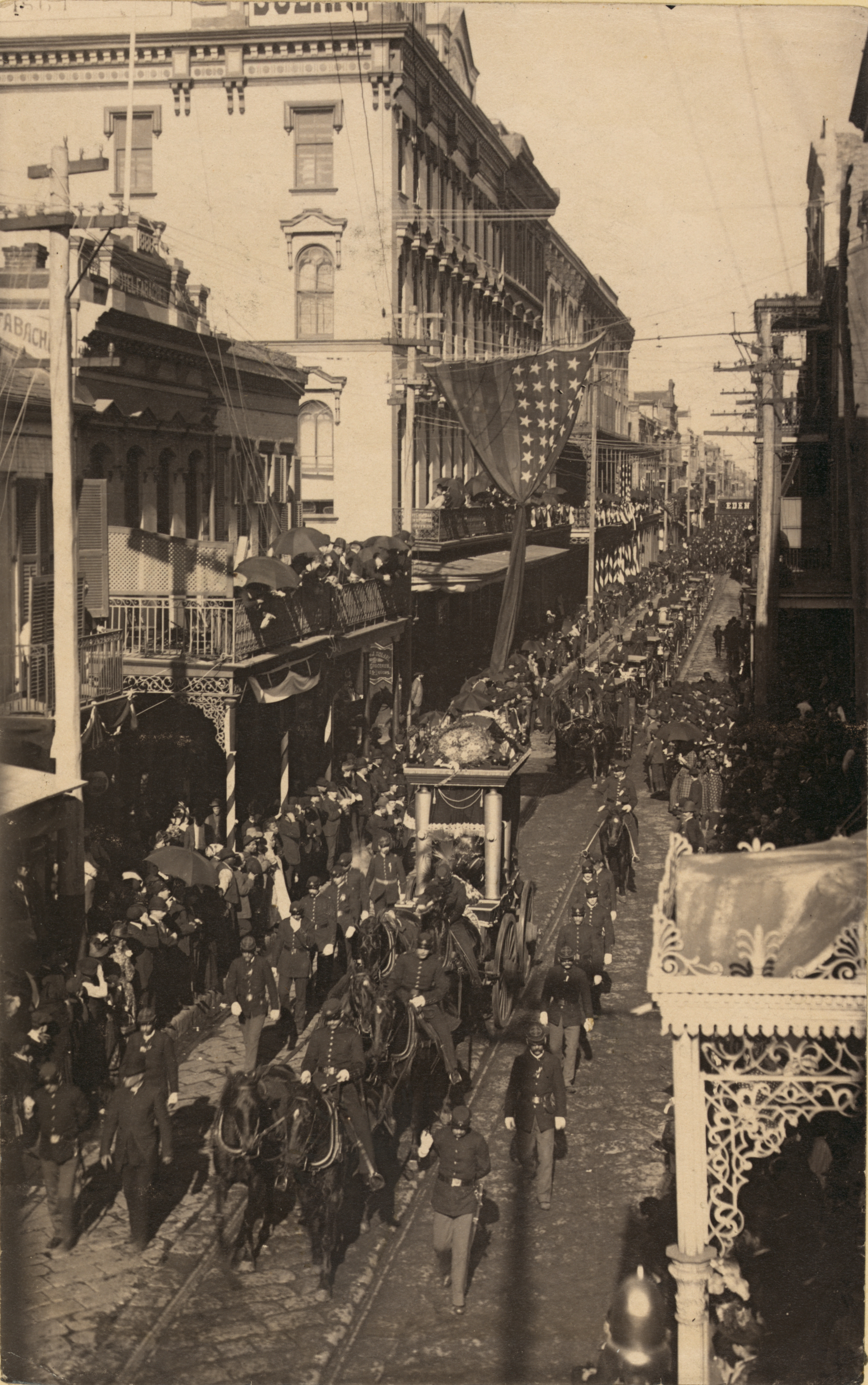
O funeral de Jefferson Davis em Nova Orleães, em 1889.

Seu funeral foi um dos maiores já vistos no sul dos Estados Unidos. Ele foi sepultado no cemitério de Metairie, em Nova Orleães. Em 1893, a sra. Davis decidiu levar seu corpo para o cemitério de Hollywood, em Richmond, na Virgínia.

## Legado
Jefferson Davis teve vários papéis ao longo de sua história. Como soldado, ele era corajoso e cheio de recursos. Como político, ele serviu no Senado e no Congresso e era muito ativo, apesar de nunca ter exercido um mandato até o fim. Como dono de plantação, ele tinha uma enorme quantidade de escravos para fazer o trabalho por ele, assim como outros grandes senhores de terras do Sul. Ele era um racista e fervoroso defensor da escravidão. Como presidente da Confederação, ele era visto como um líder ineficiente em tempos de guerra; apesar da tarefa de defender o Sul contra um inimigo muito mais poderoso ter sido um desafio enorme para qualquer líder, a performance de Davis é considerada muito fraca. Após a guerra, ele contribuiu para a reconciliação entre o sul e o norte, mas permaneceu como um símbolo do orgulho sulista.
O Local Histórico Nacional Forte Davis foi concluído em 1854, nas montanhas no oeste do Texas. Recebeu este nome em honra ao então secretário da guerra, Jefferson Davis. A região ao redor deste forte foi nomeado Montanhas Davis e a cidade é chamada de Fort Davis. O condado foi chamado de "Condado de Jeff Davis" em 1887, com a cidade Fort Davis como sua sede. Outros estados, como a Luisiana, Geórgia e Mississippi, tem condados com o nome de Jeff Davis.

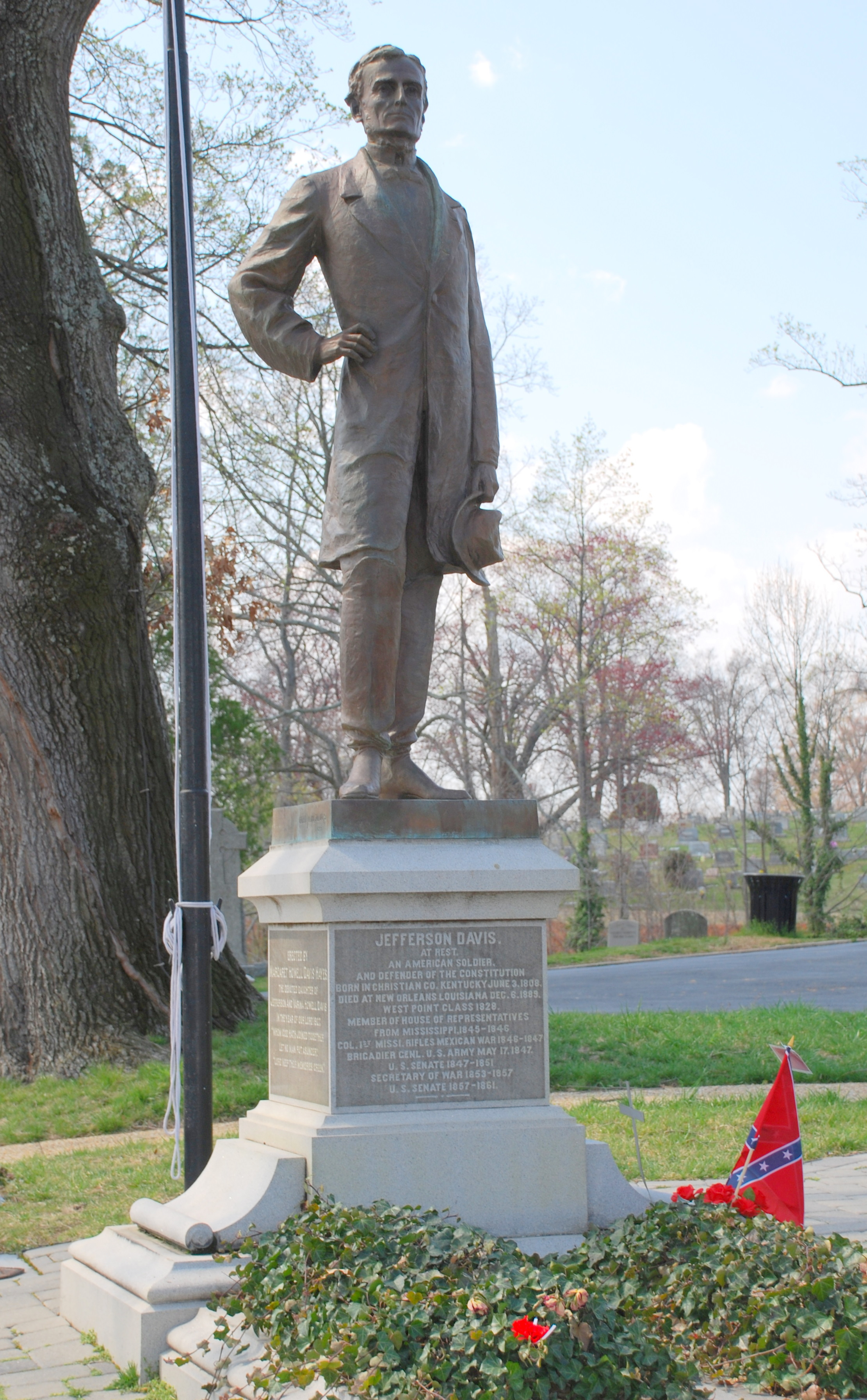
O túmulo de Jefferson Davis.

Vários monumentos a Jefferson Davis foram criados. O maior é um obelisco de concreto de 107 m localizado em sua cidade natal de Fairview. A construção do monumento começou em 1917 e terminou em 1924 ao custo de US$ 200 000 dólares. A Biblioteca Presidencial de Jefferson Davis foi estabelecida em Beauvoir em 1998. Por muitos anos, a mansão branca de Biloxi que Davis usou como sua última casa foi usada como lar para veteranos confederados. A casa e a biblioteca foram danificadas pelo Furacão Katrina em 2005; o local foi reaberto em 2008.
O aniversário de Jefferson Davis é comemorado em vários estados. A data, 3 de junho, é celebrada na Flórida, Kentucky, Luisiana e Tennessee; no Alabama, é celebrado na primeira segunda-feira de junho. No Mississippi, a última segunda-feira de maio (no Memorial Day) é celebrado como "Dia Nacional do Memorial e Aniversário de Jefferson Davis". No Texas, o "Dia dos Heróis Confederados" é celebrado em 19 de janeiro, o dia aniversário de Robert Lee, mas Davis também é lembrado nesta data por lá.
A cidadania do general Robert E. Lee foi postumamente restaurada oficialmente em 1975. Jefferson Davis foi excluído da discussão sobre restauração dos direitos de oficiais confederados e havia um movimento forte e controverso para restaurar a cidadania de Davis. O Senado finalmente passou uma resolução a respeito disso em 17 de outubro de 1978. O Presidente Jimmy Carter assinou a lei, se referindo a este gesto como um ato conciliatório pós-guerra civil.
Em 2020, após o assassinato de George Floyd, os Estados Unidos foram tomados por uma série de protestos por justiça racial. Várias cidades pelo país, incluindo muitas no sul, começaram a reavaliar a exposição de bandeiras confederadas e estátuas de oficiais da Confederação em locais públicos. Como parte da iniciativa para desmantelar monumentos confederados, o Conselho Municipal de Richmond financiou a remoção do pedestal da estátua de Jefferson, que foi concluída em fevereiro de 2022, e a propriedade de seus artefatos foi dada ao Museu de História Negra e Centro Cultural da Virgínia.